# Fuck Armageddon... This Is Hell!
Fuck Armageddon... This Is Hell! is de vijfde track van het debuutalbum How Could Hell Be Any Worse? van de Amerikaanse band Bad Religion. Het is geschreven door Greg Graffin. Het wordt gezien als een van de beste nummers die de band ooit gemaakt zou hebben, hierdoor is het nummer vaak te beluisteren op live concerten.
Het origineel is gedrumd door Jay Ziskrout, maar toen hij onverwachts halverwege de opnames de band verliet werd zijn taak overgenomen door Pete Finestone. In 1991 verliet hij definitief de band, maar kwam in 2003 een laatste maal terug om Fuck Armageddon... This is Hell! live te drummen, tijdens een concert in Las Vegas.

## Tekst
Typerend voor de tekst zijn de eerste drie zinnen uit het refrein: How can hell be any worse? When life alone is such a curse! Fuck Armageddon... This is hell! (Vertaald: Hoe kan de hel nog erger zijn? Als het leven alleen al zo'n grote vloek is? Fuck Armageddon... Dit is hel!)

Dit gedeelte is later ook de albumtitel geworden: How Could Hell Be Any Worse?.

## Albums
Naast How Could Hell Be Any Worse? is het nummer ook te beluisteren op de compilatie-albums 80-85 en All Ages, het livealbum Tested, en de dvd's Along the Way en Live at the Palladium.

## Medewerkers
De originele formatie van het nummer is:
- Greg Graffin - Zang / Tekstschrijver
- Brett Gurewitz - Gitaar
- Jay Bentley - Basgitaar
- Jay Ziskrout - Drums